# YaCy
YaCy (pronunțat "ya si:") este un motor de căutare distribuit, gratuit, construit pe principiile rețelelor peer-to-peer. Codul sursă este scris în Java, distribuit pe câteva sute de computere, așa-numiții YaCy-peers. Fiecare YaCy-peer străbate internetul, analizează, indexează rezultatele și salvează rezultatele indexate într-o bază de date comună (așa-numitul "index"), care este împărțită cu ceilalți YaCy-peers folosind principiile rețelelor P2P.
Comparat cu motoarele de căutare semi-distribuite, rețeaua YaCy are o arhitectură descentralizată. Fiecare YaCy-peer este egal și nu există niciun server central. Motorul de căutare poate fi rulat atât în modul "robot de căutare" cât și ca un server proxy local, indexând paginile vizitate pe calculatorul utilizatorului (Sunt asigurate mai multe mecanisme pentru protejarea identității utilizatorilor).
Accesul la funcțiile de căutare este făcut de un server care rulează local, având o bară de căutare, care returnează rezultatele la fel ca și orice alt motor popular de căutare.

## Componentele sistemului
Motorul de căutare YaCy este bazat pe 4 componente majore:
RobotulUn motor de căutare care trece de la pagină la pagină, analizând conținutul fiecăreia.
IndexatorulCreează un index de cuvinte inversate, (în engleză Reverse Word Index, RWI), pentru ca fiecare cuvânt din RWI să aibă propria listă de adrese relevante și informații bine clasificate. Cuvintele sunt salvate sub formă de hash-uri de cuvinte.
Interfața de căutare și administrareFacută ca o interfață web asigurată de un servlet HTTP local cu un motor servlet.
Depozitul de dateFolosit pentru a stoca indexul de cuvinte inversate într-un tabel hash distribuit.

## Avantaje
- Pentru că nu există un server central, rezultatele nu pot fi cenzurate cu ușurință, și reliabilitatea este (cel puțin teoretic) ridicată, pentru că nu există un singur punct de eșec, iar indexul de căutare este salvat în mod redundant.
- Pentru că motorul nu este deținut de o companie, nu există un sistem centrat de reclame.

## Dezavantaje
- Pentru că nu există un server central și rețeaua YaCy este deschisă tuturor, persoane rău-intenționate sunt capabile să insereze rezultate contaminate comercial sau greșite.
- Verificarea rezultatelor este făcută de pe dispozitivul clientului, ceea ce face computerul care rulează YaCy încet și face căutarea mult mai înceată decât pe un motor de căutare al competiției, de exemplu Google.